# Лісова Віра Павлівна
Ві́ра Па́влівна Лісова́ (уроджена Гриценко; 5 січня 1937, Кагарлик — 20 лютого 2024, Підгірці, Обухівський район) — українська філологиня, публіцистка, дисидентка. Учасниця українського правозахисного руху.
Дружина Василя Лісового, мати Оксена Лісового.

## Життєпис
Народилася 5 січня 1937 року в місті Кагарлик Київської області в родині колгоспниці Пелагеї Трохименко (1907—1992) та ветеринарного фельдшера Павла Гриценка (1910—1987). Старші сестри ще під час Голодомору 1946—1947 років відбули по 2,5 років разом з односельчанами «за колоски».
1954 року закінчила школу. У 1955—1961 роках навчалась на заочному відділенні філологічного факультету Київського університету, працювала старшою піонервожатою в одній зі шкіл Києва та на мотоциклетному заводі. Після закінчення університету викладала українську мову та літературу у вечірній школі та працювала лаборантом в Українському науково-дослідному інституті педагогіки (УНДІП). Працювала над дисертацією про Бориса Грінченка, склала кандидатські екзамени.
Відвідувала літературні вечори, організовані шістдесятниками, проводила літературні вечори зі старшокласниками. Спілкувалася з Надією та Іваном Світличними, Аллою Горською, Євгеном Сверстюком. Була звільнена з УНДІП за участь у покладанні квітів до пам'ятника Тарасові Шевченку 22 травня. 1964 року перейшла працювати до російськомовної школи. 1966 року народилася дочка Мирослава. 1969 року після «бесід» з районним та шкільним начальством Віра Павлівна звільнилася «за власним бажанням».
1971 року вийшла заміж за філософа Василя Лісового. Того ж року Лісова пішла з посади молодшого редактора видавництва «Наукова думка» — також «за власним бажанням» після написання «ідейно не витриманого» редакційного висновку на книгу статей до ювілею Лесі Українки і листа до Комітету у справах друку про неякісну книгу казок «Козак Мамарига» видавництва «Веселка». Зі зміною керівництва Інституту педагогіки Віра Павлівна повернулася туди як кандидат на посаду молодшого наукового співробітника.
Після арештів української інтелігенції 1972 року чоловік Василь Лісовий виступив з «Відкритим листом членам ЦК КПРС і ЦК КП України» на захист заарештованих відомих в Україні діячів культури, за що 6 липня 1972 року — через день після відправки листа поштою — був також заарештований. На час арешту Віра Павлівна була вагітною. За два тижні, 22 липня, вона народила сина Оксена.
За рік, 16 липня 1973 року, під тиском адміністрації УНДІП, знову була звільнена «за власним бажанням», залишившись із двома малолітніми дітьми без засобів існування. З 1974 до 1976 рік працювала вихователькою в дитячому садку. З кінця 1975 року перейшла на віддалену роботу вдома в Інститут наукової організації праці. Після відвідання Інституту співробітниками КДБ Віру Лісову звільнили звідти «у зв'язку з закінченням терміну тимчасового працевлаштування». Після цього протягом року працювала вишивальницею вдома.
Коли чоловік відбув половину терміну, Лісова почала писати заяви до радянських та зарубіжних організацій на його захист: генеральним секретарям компартій Канади та Франції, в «Міжнародну Амністію» і в Міжнародну організацію захисту прав людини. Також надсилала запити в табори, до КДБ про місце його перебування, стан здоров'я. У цей час Віра Павлівна уже була знайома з московськими дисидентами Андрієм Твердохлєбовим, Юрієм Шихановичем, Галиною Саловою, Тетяною Ходорович та іншими. Брала участь у пресконференції для зарубіжних журналістів у Москві, де ознайомила їх зі становищем в Україні, виступала на захист Василя Лісового, Євгена Пронюка, Михайлини Коцюбинської. Разом з Оксаною Мешко, Анатолієм Марченком, Оленою Антонів та іншими допомагала родинам політв'язнів через Фонд допомоги політв'язням і їхнім родинам (Фонд Солженіцина). Через цю діяльність Віру Лісову викликали до КДБ на допити, проводили обшуки помешкання, імітували напад на доньку-підлітка (Мирослава 1966 р.н.), демонстративно слідкували з метою психологічного тиску. Інформація про переслідування Лісової передавалася по «Радіо Свобода». Після цього Лісовій дозволили працювати в школі, але не викладати.
З 1978 року до виходу на пенсію у 1990 році Лісова працювала в бібліотеці та в групі продовженого дня. Різними способами — бесіди, читання, свій театр і музей, пісні, конкурси, обрядові свята, мандрівки Києвом — вводила дітей у світ рідної культури, пробуджуючи українську національну самосвідомість та громадську активність.
Перебуваючи на засланні в Бурятській АРСР в поселенні Нова Брянь, Василь Лісовий заявив протест у зв'язку із введенням радянських військ до Афганістану. Дисидента звільнили з роботи й заарештували за «дармоїдство» за декілька годин до приїзду дружини з дітьми. Літо 1981 року Лісова з дітьми провела в Новій Бряні в очікуванні суду, де виступила як захисник. Улітку 1982 року родина знову приїхала в Бурятію і два роки жила на засланні в селищі Ілька, де Василь Лісовий працював токарем, донька закінчила середню школу, а син 3 і 4 класи.
У червні 1983 року родина Лісових повернулася в Київ. Лісова продовжила роботу в школі.
Після відновлення незалежності України брала участь у роботі Народного руху, виступала на конференціях і, як публіцистка, писала статті про шістдесятників, жінок — учасниць опору, спогади про 1960-ті роки.
Померла 20 лютого 2024 року у віці 87 років у селі Підгірці Козинської селищної територіальної громади Обухівського району Київської області. Похована в одній могилі з чоловіком на кладовищі села Тарасівка цієї ж громади.